# Миняев, Николай Александрович
Николай Александрович Миняев (1909—1995) — советский ботаник, доктор биологических наук, специалист в области флористики, геоботаники, систематики.

## Биография
В 1935 году окончил биологический факультет Ленинградского государственного университета (ЛГУ).
В 1935—1941 годах работал в Полярно-альпийском ботаническом саде (ПАБС).
В 1940 году защитил кандидатскую диссертацию на тему «Синузиальная структура растительных ассоциаций» (руководитель В. Н. Сукачёв).
Во время ВОВ работал во Всесоюзном институте растениеводства (ВИР).
С 1944 года работал в ЛГУ. В 1967 году на основании доклада присуждена степень доктора биологических наук.
Принимал участие как автор и редактор изданий: четырёхтомная «Флора Ленинградской области» (1955—1965), «Конспект флоры Псковской области» (1970), «Определитель высших растений Северо-Запада европейской части РСФСР» (1981), «Биологическая флора Мурманской области» (1984).
В честь Н. А. Миняева назван род растений Minjaevia Tzvelev (2001).

## Избранные труды
Автор и соавтор более 80 научных работ.
- Миняев Н. А. Реликтовые элементы в современной флоре лишайников восточной Прибалтики // Ботанический журнал. — 1940. — Т. 25, № 4—5. — С. 415—437. — ISSN 0006-8136.
- Миняев Н. А. Структура растительных ассоциаций : по материалам исследования чернично-вороничной серии ассоциаций в Хибинском горном массиве. — М. ; Л. : Изд-во АН СССР, 1963. — 260 с. — (Растительность крайнего севера СССР и ее освоение ; вып. 4).
- Миняев Н. А. История развития флоры Северо-Запада Европейской части РСФСР с конца плейстоцена : доклад о работах на соискание учен. степени д-ра биол. наук / Ленингр. гос. ун-т им. А. А. Жданова. Биол.-почв. фак. — Л. : [б. и.], 1966. — 38 с.
- Миняев Н. А. Флора Центрально-лесного государственного заповедника / Н. А. Миняев, Г. Ю. Конечная. — Л. : Наука, 1976. — 104 с.